# Região Geográfica Imediata de Alta Floresta
A Região Geográfica Imediata de Alta Floresta  é uma das 18 regiões imediatas do estado brasileiro de Mato Grosso, uma das seis regiões imediatas que compõem a Região Geográfica Intermediária de Sinop e uma das 509 regiões imediatas no Brasil, criadas pelo IBGE em 2017.

## Municípios
Fonte: IBGE 
| Município         | População Estimativa 2017 | Área (km²) |
| ----------------- | ------------------------- | ---------- |
| Alta Floresta     | 50 189                    | 8953       |
| Apiacás           | 9 694                     | 20488      |
| Carlinda          | 10 136                    | 2416       |
| Nova Bandeirantes | 14 473                    | 9593       |
| Nova Monte Verde  | 8 822                     | 5150       |
| Paranaíta         | 10 884                    | 4796       |
| Total             | 104 198                   | 51 396     |